# 소울사람들
소울사람들는 대한민국의 3인조 남성 음악 그룹이다. 《슈퍼스타K 4》에서 TOP 7을 하였다. 이승철의 제안으로 허니브라운의 배재현과 권태현, 팻듀오의 박지용이 새 그룹을 결성한 음악 그룹이다. 박지용은 2013년 5월 발매된 이효리의 5집 음반 MONOCHROME의 "Amor Mio"에 듀엣으로 참가했으며, 소울사람들는 2013년 8월 22일 정규 음반 1st Album으로 데뷔하였다.

## 음반
- 《1st Album》 (2013년)
- 《편해지지 않아》 (2016년)
- 《힐링유》 (2017년)
- 《빛이되어》 (2018년)
- 《Love Never Lies》 (2019년)

### OST
- 《고교처세왕 OST Part.3》 (2014년)
- 《두번째 스무살 OST Part.1》 (2015년)
- 《함부로 애틋하게 OST Part.11》 (2016년)
- 《불새 2020 OST Part.1》 (2020년)